# William Dau
William Jorge Dau Chamatt (Cartagena, 16 de mayo de 1952) es un abogado colombiano, Fue alcalde de Cartagena de Indias entre 2020 y 2023.

## Biografía
Dau hizo su primaria en su ciudad natal de Cartagena y el bachillerato en Nueva York. Estudió Derecho en la Universidad del Rosario en Bogotá donde hizo un postgrado en Derecho Tributario. En Cartagena trabajó 13 años como abogado. Durante este tiempo creó la veeduría Corporación Cartagena Honesta.
En 2004 abandonó el país por amenazas contra su vida y se asiló en Estados Unidos gracias a una invitación de la Universidad de Columbia. En Nueva York creó otra veeduría denominada Salvemos a Cartagena. Ganó un caso contra el Banco Mundial por el proyecto del Emisario Submarino. Fue vicepresidente legal en la compañía financiera Blackstone.

### Alcalde de Cartagena
En las elecciones regionales de 2019 llegó a la Alcaldía de Cartagena con el 28,87% de la votación, unos 113.627 votos. Venció contra todo pronóstico a otros 11 candidatos, incluyendo al exconcejal y excongresista William García Tirado, líder en las encuestas hasta la fecha de los comicios, que se llevó el 26.10% de los votos, unos 102.708 en total.